# Viola ramosiana
Viola ramosiana är en violväxtart som beskrevs av Wilhelm Becker. Viola ramosiana ingår i släktet violer, och familjen violväxter. Inga underarter finns listade i Catalogue of Life.